# Rupert (Idaho)
Rupert es una ciudad ubicada en el condado de Minidoka en el estado estadounidense de Idaho. En el Censo de 2010 tenía una población de 5554 habitantes y una densidad poblacional de 1.028,49 personas por km².

## Geografía
Rupert se encuentra ubicada en las coordenadas 42°37′8″N 113°40′26″O / 42.61889, -113.67389. Según la Oficina del Censo de los Estados Unidos, Rupert tiene una superficie total de 5.4 km², de la cual 5.4 km² corresponden a tierra firme y (0%) 0 km² es agua.

## Demografía
Según el censo de 2010, había 5554 personas residiendo en Rupert. La densidad de población era de 1.028,49 hab./km². De los 5554 habitantes, Rupert estaba compuesto por el 0.07% blancos, el 0.29% eran afroamericanos, el 1.6% eran amerindios, el 0.41% eran asiáticos, el 0.02% eran isleños del Pacífico, el 0.02% eran de otras razas y el 2.59% pertenecían a dos o más razas. Del total de la población el 0.04% eran hispanos o latinos de cualquier raza.